# Shulamit Ran
Pour les articles homonymes, voir Ran.
Shulamit Ran (en hébreu : שולמית רן ; Tel Aviv, 21 octobre 1949) est une pianiste et compositrice israélo-américaine. 
Elle quitte Israël pour s'installer à New York à l'âge de quatorze ans, grâce à une bourse du Mannes School of Music. Sa Symphonie (1990) lui vaut le prix Pulitzer de musique, dont elle est la deuxième femme à remporter la distinction. Ran a été professeur de composition musicale à l'université de Chicago de 1973 à 2015.

## Biographie

### Formation
Née en Israël en 1949, Shulamit Ran commence à composer des chants sur la poésie hébraïque, dès l'âge de sept ans. À neuf ans, elle étudie la composition avec certains des plus grands compositeurs israéliens, notamment Alexander Boskovich et Paul Ben-Haim. Pendant son enfance, la musique juive des cantors, jouée à la radio par son père, a un impact considérable sur Ran. Cela est évident dans son opéra Between Two Worlds-The Dybbuk. 
Elle poursuit ses études de composition pendant son adolescence, avec une bourse du Mannes College of Music de New York (diplôme en 1967) et de l'American Israel Cultural Foundation. Aux États-Unis, elle travaille le piano avec Nadia Reisenberg et Dorothy Taubman et étudie la composition avec Norman Dello Joio et Ralph Shapey (1973 à 1976). Au cours de son séjour aux États-Unis, Shapey et le compositeur Elliott Carter contribuent à façonner la voix de composition constamment mouvante de Ran.

### Carrière académique
Après ses études auprès de Ralph Shapey, en 1973, âgée de vingt-six ans, Shulamit Ran rejoint la faculté de l'université de Chicago, où elle est nommée professeur distingué Andrew MacLeish, au département de musique. Elle est également la directrice artistique de l'ensemble Contempo (ancien Contemporary Chamber Players),. Parmi les étudiants de Ran, on trouve Jonathan Elliott et Jorge Liderman. Elle prend sa retraite de son poste à l'université de Chicago, en juin 2015 ,. En 1987, elle est professeure invitée à l'université Princeton. Elle devient membre de l'Académie américaine des arts et des lettres et de l'Académie américaine des arts et des sciences. 
La pièce Legends de Shulamit Ran est une commande effectuée pour les manifestations du centenaire de l'Orchestre symphonique de Chicago et de l'université de Chicago. 
Les œuvres de Shulamit Ran ont été interprétées par plusieurs des plus grands orchestres du monde, notamment l'Orchestre philharmonique de New York, le Philharmonique d'Israël, l'Orchestre symphonique de Chicago, l'Orchestre de Philadelphie, l'Orchestre de Cleveland, l'Orchestre de Jérusalem, l'Orchestre de la Suisse romande, l'Orchestre philharmonique d'Amsterdam, le Symphonique de Baltimore, le National Symphony, l'orchestre de St. Lukes et l'Orchestre américain des compositeurs. 
Les œuvres de Ran ont également été interprétées par des « Chamber Chamber Players » de l’université de Chicago, « Da Capo Chamber Players », Network for New Music, le New York New Music Ensemble, etc. Par plusieurs quatuors à cordes dont les Quatuors Mendelssohn, Lark, Penderecki, Cassatt et le Trio Peabody, etc.
Sa musique est jouée dans le monde entier, notamment aux États-Unis : à la Bibliothèque du Congrès, au Kennedy Center, aux festivals d'été de Tanglewood, Aspen, Santa Fe et Yellow Barn.

## Récompenses
Parmi les prix et récompenses décernées à  Shulamit Ran, se trouvent des bourses et des commandes du Fonds Martha Baird Rockefeller, de la Fondation Ford, du Fonds de dotation national pour les arts, de la Fondation Guggenheim (1977), de la Fondation Fromm Music, du WFMT, du Chamber Music America, de la Fondation Serge Koussevitzky de la bibliothèque du Congrès, de l'Académie américaine des arts et des lettres, de l'Eastman School of Music, de l'Orchestre américain des compositeurs, ainsi que des plus grands orchestres, notamment de Philadelphie, les symphoniques de Chicago et de Baltimore. 
Shulamit Ran est nommée compositrice en résidence de l'Orchestre symphonique de Chicago de 1990 à 1996,. Sa symphonie, jouée en 1990, lui vaut le prix Pulitzer en 1991,, et la première place du prix du Kennedy Center Friedheim,. Cela fait d'elle la deuxième femme à remporter le prix Pulitzer de musique ; la première étant Ellen Taaffe Zwilich, en 1983. Elle reçoit cinq doctorats honorifiques et ses travaux sont publiés par Theodore Presser et l'Institut de musique israélien. Elle est enregistrée par une douzaine de maisons de disques.

## Œuvre

### Ensemble de chambre
- A Prayer (1981) – pour cor, clarinette, clarinett basse, basson et timbale
- Bach-Shards (2002) – pour quatuor à cordes
- Chicago Skyline (1991) – pour ensemble de cuivre et percussion
- Concerto da Camera I (1985) – pour quintette à vents
- Concerto da Camera II (1987) – pour quatuor à cordes et piano
- Concerto da Camera III (Under the Sun's Gaze) (2003–2004)
- Double Vision (1976) – pour deux quintettes (bois et cuivres) et piano
- Excursions (1980) – pour violon, violoncelle et piano
- Fault Line (2005–2006)
- Quatuor à cordes no 3 – Glitter, Shards, Doom, Memory (2013)
- Invocation (1994) pour cor, timbales et carillon
- Lyre of Orpheus (2009) pour sextuor à cordes avec violoncelle soliste
- Mirage (1990) pour cinq joueurs
- Moon Songs (2011) pour voix, flûte (doubling Piccolo), violoncelle et piano
- Private Game (1979) pour clarinette et violoncelle
- Soliloquy (1997) pour violon, violoncelle et piano
- Sonatina (1961) pour deux flûtes
- Song and Dance (2007) duo pour saxophone et percussion
- Quatuor à cordes no 1 (1984)
- Quatuor à cordes no 2 – Vistas (1988–89)

### Pour solistes
- East Wind (1987) pour flûte
- Fantasy Variations (1979, rev. 1984) pour violoncelle seul
- For an Actor (1978) Monologue pour clarinette
- Ha'llel (2005) pour orgue
- Hyperbolae (1976) pour piano
- Inscriptions (1991) pour violon seul
- Sonate pour piano no 2 (sans date)
- Short Piano Pieces (sans date)
- Sonata Walzer (1983) pour piano
- Three Fantasy Pieces (1971) pour violoncelle et piano
- Three Scenes (2000) pour clarinette
- Verticals (1982) pour piano

### Orchestre
- Concert Piece (1970) pour piano et orchestre
- Concerto pour orchestre (1986)
- Légendes pour orchestre (1992–1993, rév. 2001)
- The Show Goes On pour clarinette et orchestre (Ha'hatzaga Nimshechet) (2008)
- Symphonie (1989–1990)
- Vessels of Courage and Hope pour orchestre (1998)
- Concerto pour violon (2002–03)
- Voices (2000) pour flûte avec orchestre
- Yearning (1995) pour violon et orchestre à cordes

### Voix et chorale
- Adonai Malach (Psaume 93) (1985)
- Amichai Songs (1985)
- Apprehensions pour voix, clarinette et piano (1979)
- Credo/Ani Ma'amin (2006)
- Ensembles for 17 (1975) pour soprano et ensemble instrumental
- Fanfare for Multi-Tracked Sopranos (1981)
- Hatzvi Israel Eulogy (1969) pour mezzo-soprano, flûte, harpe et quatuor à cordes
- O The Chimneys (Not Yet Released) pour mezzo-soprano and Chamber Ensemble
- Shirim L'Yom Tov (Four Festive Songs) (2003 et 2005) pour chœur a cappella
- Supplications pour chœur et orchestre (sans date)

### Opéra
- Between Two Worlds (The Dybbuk), en deux actes (1997)

### Transcriptions
Transcriptions réalisées par Cliff Colnot :
- Fanfare pour ensemble de cuivres (1991)
- Soliloquy II (2007) pour violon, cordes et percussion
- Three Fantasy Movements (1993) pour violoncelle et orchestre

## Sources
- Theodore Baker et Nicolas Slonimsky (trad. de l'anglais par Marie-Stella Pâris, préf. Nicolas Slonimsky), Dictionnaire biographique des musiciens [« Baker's Biographical Dictionary of Musicians »], t. 3 : P–Z, Paris, Robert Laffont, coll. « Bouquins », 1995 (réimpr. 1905, 1919, 1940, 1958, 1978), 8e éd. (1re éd. 1900), 4728 p. (ISBN 2-221-06787-8), p. 3344–3345.
- (en) Julie C. Dunbar, Women, Music, Culture: An Introduction, New York, Routledge, 2011